# Шарикін Микола Костянтинович
Шарикін Микола Костянтинович (нар. 1935) — український радіоастроном, спеціаліст з наукового приладобудування. Працював старшим науковим співробітником в Радіоастрономічному інституті НАНУ. 1977 року здобув Державну премію СРСР. 1997 року був нагороджений Державною премією України в галузі науки і техніки за цикл праць «Розробка принципів наддалекої низькочастотної інтерферометрії, створення української мережі радіоінтерферометрів для космічних досліджень і спостереження на ній».